# والتر براون (لاعب كريكت)
والتر براون (31 يوليو 1868 - 13 أغسطس 1954) (بالإنجليزية: Walter Brown)‏ هو لاعب كريكت بريطاني (وحمل سابقاً جنسية المملكة المتحدة لبريطانيا العظمى وأيرلندا).